# Stenophlepsia fasciatipes
Stenophlepsia fasciatipes är en insektsart som beskrevs av Frederick Arthur Godfrey Muir 1922. Stenophlepsia fasciatipes ingår i släktet Stenophlepsia och familjen kilstritar.
Artens utbredningsområde är Filippinerna. Inga underarter finns listade i Catalogue of Life.